# (196256) 2003 EH1
(196256) 2003 EH1 est un astéroïde Amor découvert le 6 mars 2003 par les astronomes du programme LONEOS.
Ce serait une comète dégazée. D'après Peter Jenniskens, de l'observatoire Lowell aux États-Unis, il serait à l'origine des Quadrantides, qui ont la même orbite. Il a été proposé que (196256) 2003 EH1 soit le reste de C/1490 Y1 ou de C/1385 U1, mais une étude 2008 a exclu tout lien entre cet astéroïde et ces deux comètes (on peut noter que C/1385 U1 a depuis été identifiée à 12P/Pons-Brooks.)

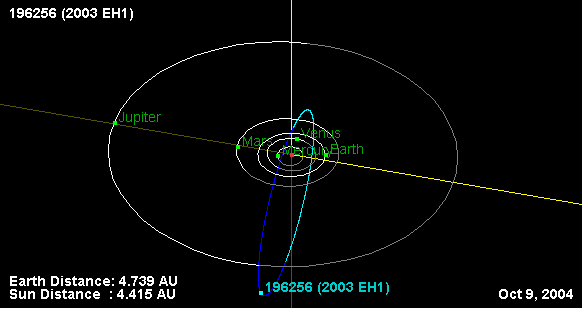
L'orbite de 2003 EH1